# 初芝富田林中学校・高等学校
初芝富田林中学校・高等学校（はつしばとんだばやしちゅうがっこう・こうとうがっこう）は、大阪府富田林市にある私立の中学校・高等学校。通称「はつとん」。
2026年度より、「初芝富田林中学校　高等学校」から「利晶学園中学校　高等学校」に学校名が変更になる。そのため、法人内で「初芝」というブランド名を持つ学校は初芝橋本中学校・高等学校だけとなる。また、校歌「夢の向こうに」も一部変更となる。

## 運営法人
- 学校法人大阪初芝学園 (現 学校法人利晶学園)
- 校訓：誠実剛毅
- 取り組み：超進学校化計画

## 沿革
- 1984年4月 - 初芝高等学校の分校として初芝高等学校富田林学舎開設。
- 1985年
  - 4月 - 初芝富田林中学校高等学校として独立。
  - 4月 - 小田切岩男が初代校長に就任。
  - 12月 - 本館4階部分増築及びクラブハウス新設。
- 1986年9月 - 校歌「夢のむこうに」制定。
- 1987年2月 - 校旗制定。
- 1988年
  - 6月 - 全館に空調を設備。
  - 10月 - 別館竣工。
- 1990年7月 - 運動場を拡張。
- 1992年8月 - スクールバス・ロータリー設置。
- 1994年3月 - 芸術棟竣工。
- 1998年
  - 6月 - スクールバス専用乗降場完成。
  - 12月 - 中学棟（11教室・多目的ホール）・南館（ログ特別教室）竣工。
- 1999年4月 - 野外教育センター・環境設備事業竣工（キャンプ場・遊歩道）。
- 2003年9月 - 全館無線LAN設備。
- 2004年
  - 3月 - 管理棟竣工（会議室・職員室・自習室・AVR）。
  - 7月 - 台湾台北縣立永平高級中学姉妹校締結。
  - 9月 - 監視カメラ緊急通報システム Super Guard XP 設置。
- 2006年
  - 4月 - 新制服制定。
  - 8月 - テニスコート竣工。
- 2009年4月 - クラブハウス建て替え。
- 2010年4月 - 文・理 医進選抜をⅢ類にコース名変更。英数特進をⅡ類にコース名変更。英数をⅠ類にコース名変更。
- 2018年4月 - Ⅲ類をWill-Frontierにコース名変更。Ⅱ類・Ⅰ類を未来創造コースに再編。
- 2019年4月 - Will-FrontierをS特進探求にコース名変更。未来創造コースを特進探求にコース名変更。
- 2020年4月 - G特進探求コースを新設。
- 2023年4月 - S特進α‬･β･特進α‬･βコースを新設。
- 2026年4月 - 利晶学園中学校･高等学校へと校名変更。同時にコースも一新する予定

## 校歌
- 校歌「夢の向こうに」 - 宗左近作詞、三善晃作曲

## 特色
- 学校敷地内にプールが無いため、高校年次においては水泳の授業は行われない。中学一年次に関しては時間割変更を行ったうえで、学校からスクールバスに乗車し学校法人大阪初芝学園が運営している初芝スイミングスクールで水泳の授業が行われている。
- この学校の入口（自転車置き場前）から長い坂道が続き、その頂上に校舎がある。その間、野生動物を見ることも稀にある。そのため毎年一定の時期になるとその注意の旨が校内でアナウンスされる。
- 開校当初から生徒会などの生徒による自治組織が無かったが、2019年度から実施された。2009年度より開催されている文化祭は同年度より設置された「文化祭実行委員会」が中心となって行われている。
- 毎月28日は近くにある瀧谷不動明王寺の縁日で不動尊周辺の道路が歩行者天国となってスクールバスが運行できないため、休校となる。ただしクラブ活動によっては実施する場合もある。
- 学生食堂が無いため、代わりに弁当販売やセブンイレブンの自販機がある。
- 放課後には参加自由のゼミがあり、大手予備校の講師による授業が行われる。受講料は塾や予備校に行くより安価で大学受験のための合格答案作りを目標にして行われている。
- 2016年度より携帯の持ち込み許可が出されている。学校敷地内では使用禁止で、バスや電車内での勉強用として許可されている。

## 学校行事
- 体育大会

中学は毎年10月の土曜日、高校は毎年6月の平日に実施される。高校は2008年度までは9月に実施されていたが、2009年度より文化祭が実施されるようになり、開催時期が変更されている。2015年度より中高合同で毎年5月に京セラドームにて実施されている。
- 耐寒ウォーキング

毎年1月に実施される。高校生は学校、中学生は千早口駅を出発して、周辺の河合寺、延命寺、観心寺、楠妣庵観音寺、龍泉寺の五寺を徒歩で巡る。高校3年は大学受験の時期に当たるため、参加しない。
- 文化祭（初トンフェスタ）

開校以来長らく実施されてきていなかったが、2009年度より毎年9月に実施されている。　
1日目は、在校生や保護者、卒業生、周辺住民、はつしば学園小学校の児童のみで、2日目は一般の人も参加できる。
当初は高校1・2年のみ出し物を行っていたが、現在は中学生も行っている。
- 海外研修

中学3年生が毎年10月、約10日間をロサンゼルスに修学旅行を兼ねて、語学研修を行う。内容は、ホームステイ、ディズニーランドやユニバーサル・スタジオ・ハリウッドの見学などがある。
2010年度までは毎年5月から6月、2004年度までは毎年2月から3月の2週間で行われ、2班に分かれて一週間をホームステイ、残りを大学寮で過ごしていた。
- 修学旅行

高校2年生が毎年9月に青森県と北海道に行く。青森県では三沢地区の農家へファームステイを行う。その他には、三内丸山遺跡の見学や函館や札幌市、小樽市での自由行動などがある。2024年度からモンゴル国とイタリアが追加された
- 林間学舎

中学1年生が毎年7月下旬に滋賀県のマキノ町に行く。琵琶湖での湖水浴や、バーベキューなどを行う。
- 勉強合宿

中学2・3年は毎年8月の下旬、高校1・2年は毎年8月の上旬に行く。中学は全員参加で、高校は自由参加である。会場は年によって異なる。
- スキー実習

中学2年生が毎年2月に、スキー場で実習をする。場所は年によって変更される。かつては中学1年生や、自由参加であったが、高校1年生も行われていた。
- 新入生宿泊研修

中学1年生と高校1年生が毎年4月の入学直後に行うオリエンテーション (教育)。中学は2泊3日間、場所は年によって異なる。高校は1泊2日間、和歌山県の白浜町によって行われる
その他の現在行われている行事
- スポーツテスト
- スポーツ大会（中学、高校1・2年）
- 芸術鑑賞
- 校外学習（中学）
- 百人一首大会（中学）

### 過去に行われていた行事
- 年越し勉強会（高校3年の希望者）
- 寒稽古（中学1・2年の男子、2007年度まで）
- 農業体験（中学1年）
- 餅つき（中学1年）

## 部活動
- 運動部 - 陸上競技、剣道、軟式野球（男）、ラグビー（男）、サッカー（男）、バスケットボール、硬式テニス（女）、バレーボール、ダンス
- 文化部 - ギター・マンドリン、インターアクト、放送、書道、美術、コーラス、ガーデニング、将棋、情報科学、写真、文芸、英語、茶道

## 著名な卒業生
- ケンドーコバヤシ - お笑い芸人
- ますもとたくや - 脚本家[1]
- 三宅きみひと - フリーアナウンサー

## アクセス
- 近鉄長野線滝谷不動駅 徒歩約20分。
- 滝谷不動駅・河内長野駅・金剛駅・泉ヶ丘駅・光明池駅・和泉中央駅・和泉府中駅・山直（岸和田市）・河内国分駅の9方面からスクールバスが運行されている[2]。